# Kabinett Morawiecki II
Das Kabinett Morawiecki II war ab ihrer Vereidigung am 15. November 2019 bis zum 27. November 2023 die Regierung der Republik Polen. Sie wurde geleitet von Mateusz Morawiecki, der ab dem 11. Dezember 2017 Ministerpräsident der Republik Polen war.
Nach der Parlamentswahl am 15. Oktober 2023 reichte die Regierung gemäß der Verfassung am 13. November 2023, dem Tag der Konstituierung des neu gewählten Sejm der X. Wahlperiode, ihren Rücktritt ein; sie wurde von Staatspräsident Andrzej Duda bis zur Bildung der neuen Regierung mit der Weiterführung der Amtsgeschäfte betraut. Die neue Regierung unter dem bisherigen Amtsinhaber Morawiecki wurde am 27. November 2023 vereidigt, verlor aber nach zwei Wochen am 11. Dezember 2023 aufgrund einer fehlenden Regierungsmehrheit im Parlament eine vorgeschriebene Vertrauensfrage. Daraufhin wurde Donald Tusk mit der Bildung einer neuen Regierung beauftragt.

## Regierungsparteien
| Partei | Partei                                               | Parteivorsitzende/-r | Politische Ausrichtung                          | Abgeordnete | Anmerkung                                                           |
| ------ | ---------------------------------------------------- | -------------------- | ----------------------------------------------- | ----------- | ------------------------------------------------------------------- |
|        | Prawo i Sprawiedliwość (PiS) Recht und Gerechtigkeit | Jarosław Kaczyński   | nationalkonservativ, wirtschaftspolitisch links | 199/235     |                                                                     |
|        | Porozumienie (P) Verständigung                       | Jarosław Gowin       | konservativ, wirtschaftsliberal                 | 18/235      | Teil der Koalition bis zum 11. August 2021                          |
|        | Suwerenna Polska (SP) Souveränes Polen               | Zbigniew Ziobro      | nationalkonservativ, EU-skeptisch               | 18/235      | Umbenennung von Solidarna Polska zu Suwerenna Polska am 3. Mai 2023 |
|        | Partia Republikańska (PR) Republikanische Partei     | Adam Bielan          |                                                 |             | Teil der Koalition seit 2021                                        |
|        | Polskie Sprawy (PS) Polnische Angelegenheiten        | Agnieszka Ścigaj     |                                                 |             | Teil der Koalition seit 2022                                        |

Mít dem Verlassen von Porozumienie im Jahr 2021 verlor die Koalition ihre Mehrheit, was auch der gleichzeitige Eintritt der Partia Republikańska (neun Abgeordnete) nicht  wettmachen konnte. Im Jahr 2022 trat noch Polskie Sprawy (drei Abgeordnete) der Koalition bei.

## Zusammensetzung des Ministerrats
| Ministerium/Amt                                                                                       | Foto | Name                                                                                               | Partei | Partei         |
| --- | ---- | -------------------------------------------------------------------------------------------------- | ------ | -------------- |
| Ministerpräsident                                                                                     |      | Mateusz Morawiecki                                                                                 |        | PiS            |
| Stellvertretende Ministerpräsidenten                                                                  |      | Piotr Gliński bis 20. Juni 2023                                                                    |        | PiS            |
| Stellvertretende Ministerpräsidenten                                                                  |      | Jarosław Gowin vom 15. November 2019 bis 8. April 2020 und vom 6. Oktober 2020 bis 11. August 2021 |        | P              |
| Stellvertretende Ministerpräsidenten                                                                  |      | Jadwiga Emilewicz vom 9. April 2020 bis 6. Oktober 2020                                            |        | P              |
| Stellvertretende Ministerpräsidenten                                                                  |      | Jacek Sasin bis 20. Juni 2023                                                                      |        | PiS            |
| Stellvertretende Ministerpräsidenten                                                                  |      | Jarosław Kaczyński vom 6. Oktober 2020 bis 20. Juni 2022 und seit 21. Juni 2023                    |        | PiS            |
| Stellvertretende Ministerpräsidenten                                                                  |      | Henryk Kowalczyk vom 26. Oktober 2021 bis 20. Juni 2023                                            |        | PiS            |
| Stellvertretende Ministerpräsidenten                                                                  |      | Mariusz Błaszczak vom 22. Juni 2022 bis 20. Juni 2023                                              |        | PiS            |
| Angelegenheiten der Europäischen Union seit 5. März 2020                                              |      | Konrad Szymański vom 5. März 2020 bis 11. Oktober 2022                                             |        | PiS            |
| Angelegenheiten der Europäischen Union seit 5. März 2020                                              |      | Szymon Szynkowski vel Sęk seit 13. Oktober 2022                                                    |        | PiS            |
| Arbeit                                                                                                |      | Marlena Maląg bis 6. Oktober 2020                                                                  |        | PiS            |
| Arbeit                                                                                                |      | Jarosław Gowin vom 6. Oktober 2020 bis 11. August 2021                                             |        | P              |
| Äußeres                                                                                               |      | Jacek Czaputowicz bis 26. August 2020                                                              |        | parteilos      |
| Äußeres                                                                                               |      | Zbigniew Rau seit 26. August 2020                                                                  |        | parteilos      |
| Bildung bis 19. Oktober 2020                                                                          |      | Dariusz Piontkowski bis 19. Oktober 2020                                                           |        | PiS            |
| Bildung und Wissenschaft seit 19. Oktober 2020                                                        |      | Przemysław Czarnek seit 19. Oktober 2020                                                           |        | PiS            |
| Digitalisierung                                                                                       |      | Marek Zagórski bis 6. Oktober 2020                                                                 |        | PiS            |
| Digitalisierung                                                                                       |      | Mateusz Morawiecki vom 6. Oktober 2020 bis 6. April 2023                                           |        | PiS            |
| Digitalisierung                                                                                       |      | Janusz Cieszyński seit 6. April 2023                                                               |        | PiS            |
| Entwicklung (seit 6. Oktober 2020 Entwicklung und Technologie)                                        |      | Jadwiga Emilewicz bis 6. Oktober 2020                                                              |        | P              |
| Entwicklung (seit 6. Oktober 2020 Entwicklung und Technologie)                                        |      | Jarosław Gowin vom 6. Oktober 2020 bis 11. August 2021                                             |        | P              |
| Entwicklung (seit 6. Oktober 2020 Entwicklung und Technologie)                                        |      | Piotr Nowak vom 26. Oktober 2021 bis 7. April 2022                                                 |        | PR             |
| Entwicklung (seit 6. Oktober 2020 Entwicklung und Technologie)                                        |      | Waldemar Buda seit 8. April 2022                                                                   |        | PiS            |
| Familie und Soziales                                                                                  |      | Marlena Maląg                                                                                      |        | PiS            |
| Finanzen                                                                                              |      | Tadeusz Kościński bis 7. Februar 2022                                                              |        | parteilos      |
| Finanzen                                                                                              |      | Magdalena Rzeczkowska seit 26. April 2022                                                          |        | parteilos      |
| Fonds und Regionalpolitik                                                                             |      | Małgorzata Jarosińska-Jedynak bis 6. Oktober 2020                                                  |        | parteilos      |
| Fonds und Regionalpolitik                                                                             |      | Tadeusz Kościński vom 6. Oktober 2020 bis 26. Oktober 2021                                         |        | parteilos      |
| Fonds und Regionalpolitik                                                                             |      | Grzegorz Puda seit 26. Oktober 2021                                                                |        | PiS            |
| Gesundheit                                                                                            |      | Łukasz Szumowski bis 20. August 2020                                                               |        | parteilos      |
| Gesundheit                                                                                            |      | Adam Niedzielski vom 26. August 2020 bis 10. August 2023                                           |        | parteilos      |
| Gesundheit                                                                                            |      | Katarzyna Sójka seit 10. August 2023                                                               |        | PiS            |
| Infrastruktur                                                                                         |      | Andrzej Adamczyk                                                                                   |        | PiS            |
| Inneres und Verwaltung                                                                                |      | Mariusz Kamiński                                                                                   |        | PiS            |
| Justiz                                                                                                |      | Zbigniew Ziobro                                                                                    |        | SP             |
| Klima                                                                                                 |      | Michał Kurtyka bis 26. Oktober 2021                                                                |        | parteilos      |
| Klima                                                                                                 |      | Anna Moskwa seit 26. Oktober 2021                                                                  |        | parteilos      |
| Kultur und nationales Erbe                                                                            |      | Piotr Gliński                                                                                      |        | PiS            |
| Landwirtschaft und ländliche Entwicklung                                                              |      | Jan Krzysztof Ardanowski bis 6. Oktober 2020                                                       |        | PiS            |
| Landwirtschaft und ländliche Entwicklung                                                              |      | Grzegorz Puda vom 6. Oktober 2020 bis 26. Oktober 2021                                             |        | PiS            |
| Landwirtschaft und ländliche Entwicklung                                                              |      | Henryk Kowalczyk vom 26. Oktober 2021 bis 6. April 2023                                            |        | PiS            |
| Landwirtschaft und ländliche Entwicklung                                                              |      | Robert Telus seit 6. April 2023                                                                    |        | PiS            |
| Meereswirtschaft und Binnenschifffahrt bis 6. Oktober 2020                                            |      | Marek Gróbarczyk bis 6. Oktober 2020                                                               |        | PiS            |
| Sport                                                                                                 |      | Mateusz Morawiecki bis 5. Dezember 2019                                                            |        | PiS            |
| Sport                                                                                                 |      | Danuta Dmowska-Andrzejuk vom 5. Dezember 2019 bis 6. Oktober 2020                                  |        | parteilos      |
| Sport                                                                                                 |      | Piotr Gliński vom 6. Oktober 2020 bis 26. Oktober 2021                                             |        | PiS            |
| Sport                                                                                                 |      | Kamil Bortniczuk seit 26. Oktober 2021                                                             |        | PR             |
| Staatsvermögen                                                                                        |      | Jacek Sasin                                                                                        |        | PiS            |
| Touristik seit 26. Oktober 2021                                                                       |      | Kamil Bortniczuk seit 26. Oktober 2021                                                             |        | PR             |
| Wissenschaft und Hochschulbildung bis 19. Oktober 2020                                                |      | Jarosław Gowin bis 8. April 2020                                                                   |        | P              |
| Wissenschaft und Hochschulbildung bis 19. Oktober 2020                                                |      | Wojciech Murdzek vom 16. April 2020 bis 19. Oktober 2020                                           |        | P              |
| Verteidigung                                                                                          |      | Mariusz Błaszczak                                                                                  |        | PiS            |
| Umwelt seit 5. März 2020                                                                              |      | Michał Woś vom 5. März 2020 bis 6. Oktober 2020                                                    |        | SP             |
| Umwelt seit 5. März 2020                                                                              |      | Michał Kurtyka vom 6. Oktober 2020 bis 26. Oktober 2021                                            |        | parteilos      |
| Umwelt seit 5. März 2020                                                                              |      | Anna Moskwa seit 26. Oktober 2021                                                                  |        | parteilos      |
| Minister ohne Geschäftsbereich: Chef der Kanzlei des Ministerpräsidenten                              |      | Michał Dworczyk                                                                                    |        | PiS            |
| Minister ohne Geschäftsbereich: Koordinator für Spezialdienste                                        |      | Mariusz Kamiński                                                                                   |        | PiS            |
| Minister ohne Geschäftsbereich in der Kanzlei des Ministerpräsidenten                                 |      | Łukasz Schreiber                                                                                   |        | PiS            |
| Minister ohne Geschäftsbereich                                                                        |      | Konrad Szymański bis 4. März 2020                                                                  |        | PiS            |
| Minister ohne Geschäftsbereich                                                                        |      | Michał Woś bis 4. März 2020                                                                        |        | SP             |
| Minister ohne Geschäftsbereich                                                                        |      | Michał Cieślak seit 6. Oktober 2020                                                                |        | P, PR          |
| Minister ohne Geschäftsbereich                                                                        |      | Michał Wójcik seit 6. Oktober 2020                                                                 |        | SP             |
| Ministerin ohne Geschäftsbereich                                                                      |      | Agnieszka Ścigaj seit 22. Juni 2022                                                                |        | Polskie Sprawy |
| Minister ohne Geschäftsbereich: zuständig für nationale Sicherheits- und Verteidigungsangelegenheiten |      | Zbigniew Hoffmann seit 22. Juni 2022                                                               |        | PiS            |
| Minister ohne Geschäftsbereich                                                                        |      | Włodzimierz Tomaszewski seit 22. Juni 2022                                                         |        | PR             |
| Minister ohne Geschäftsbereich                                                                        |      | Henryk Kowalczyk seit 21. Juni 2023                                                                |        | PiS            |